# Saxifraga maderensis
Saxifraga maderensis é uma espécie de planta com flor pertencente à família Saxifragaceae. 
A autoridade científica da espécie é D.Don, tendo sido publicada em Transactions of the Linnean Society of London 13: 414. 1822.

## Portugal
Trata-se de uma espécie presente no território português, nomeadamente no Arquipélago da Madeira.
Em termos de naturalidade é endémica da região atrás referida.

## Protecção
Não se encontra protegida por legislação portuguesa ou da Comunidade Europeia.